# Trinitatiskirche (Penzing)

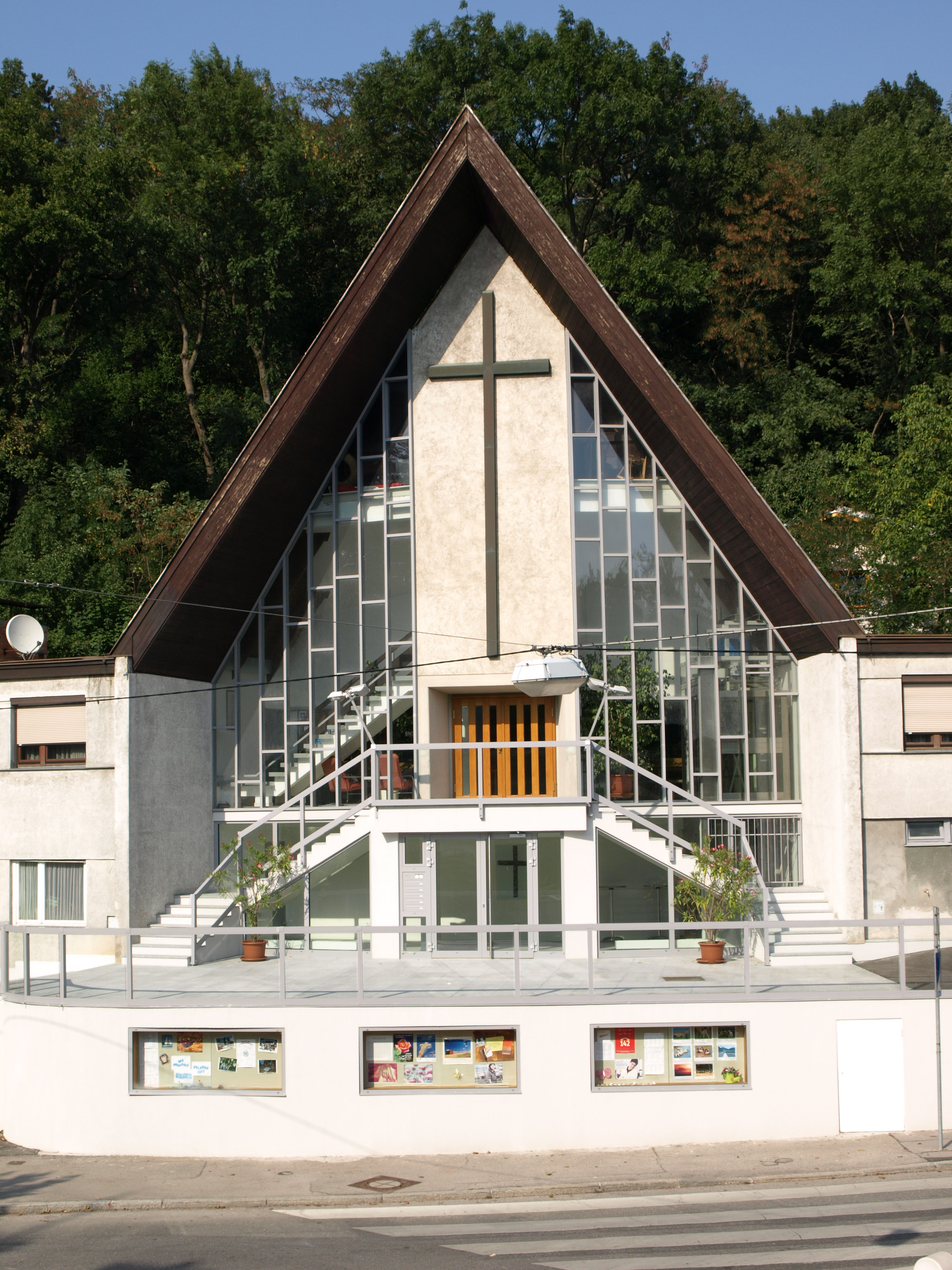
Trinitatiskirche (Penzing)

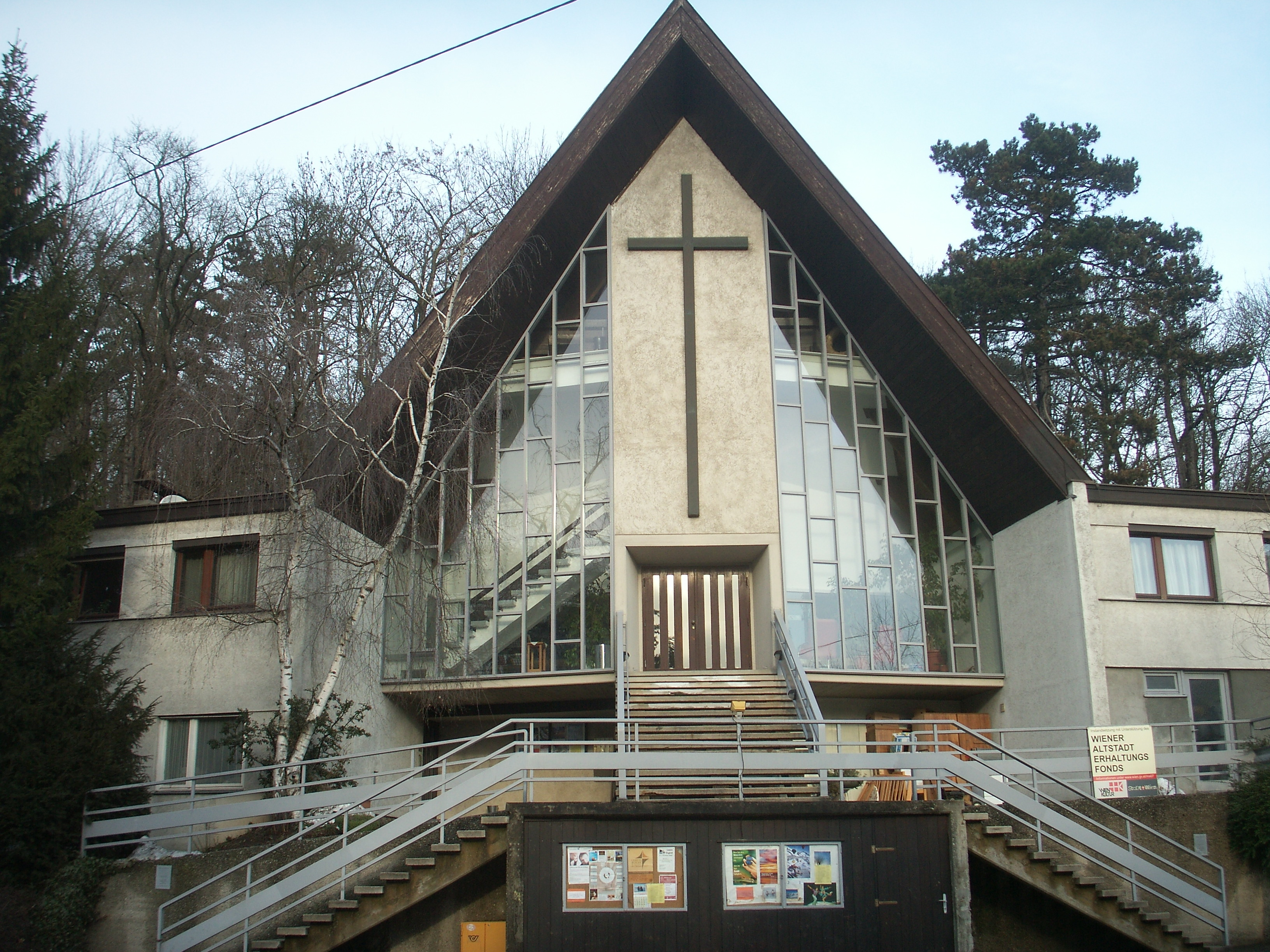
Ein Foto der vorherigen Architektur der Trinitatiskirche

Die Trinitatiskirche ist evangelisch-lutherisches Kirchengebäude (evangelische Pfarrgemeinde Augsburger Bekenntnis) im Bezirksteil Hütteldorf des 14. Wiener Gemeindebezirks Penzing in der Freyenthurmgasse 20.

## Geschichte
Die evangelische Pfarrgemeinde A.B. Wien Hütteldorf wurde am 6. Dezember 1954 als selbstständige Pfarrgemeinde gegründet und konnte am 4. Dezember 1963 nach einer Erbschaft den Baugrund käuflich erwerben.
In den Jahren 1967 bis 1968 wurde die Kirche nach Plänen von Architekt Sepp Schuster erbaut und zum Trinitatisfest 1968 feierlich von Pfarrer Heinz W. Becker eröffnet. 
Nach der Pensionierung vom Pfarrer Heinz W. Becker übernahm 1984 Pfarrer Hartmut Schlener der Pfarrgemeinde Hütteldorf.

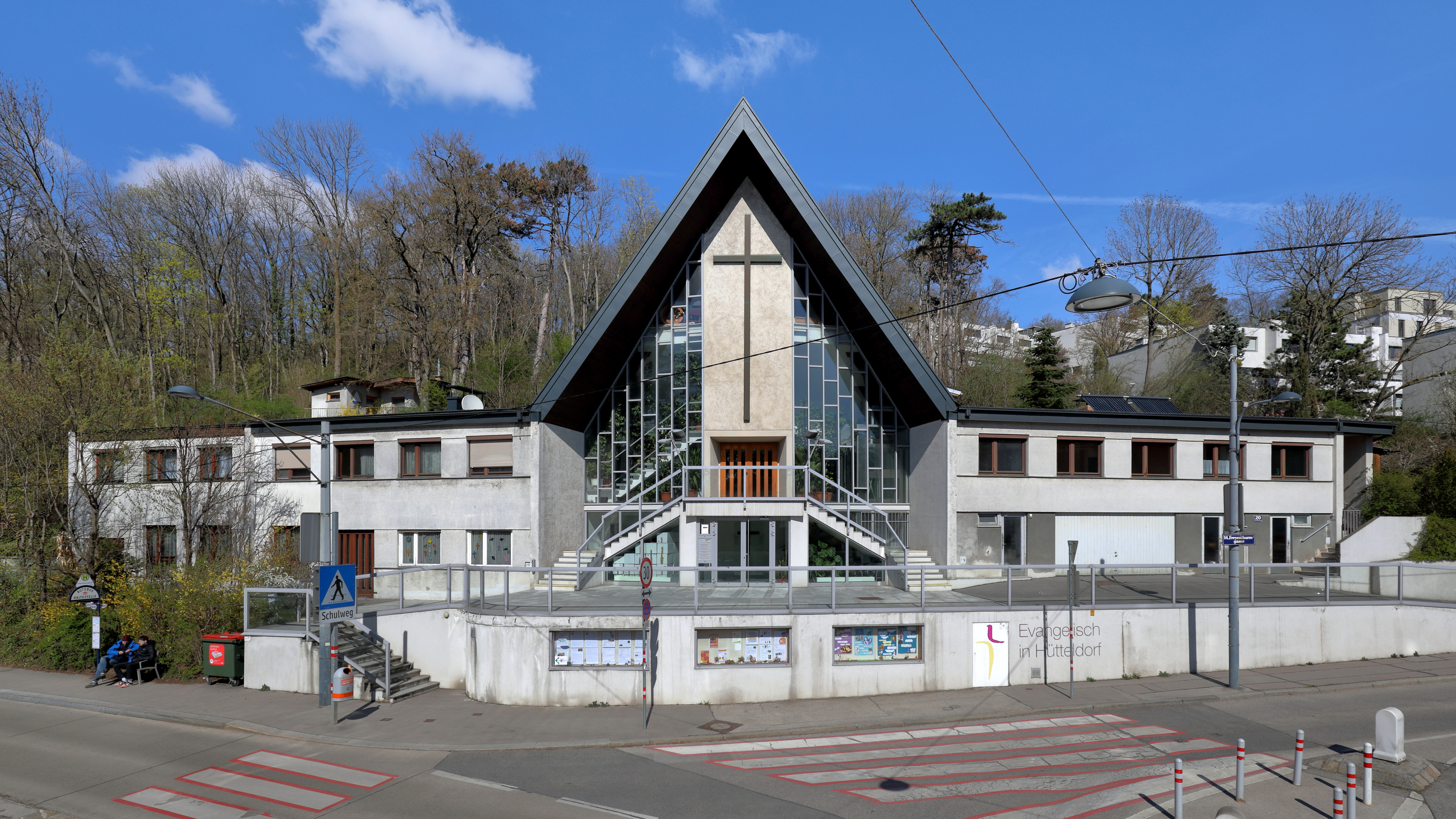
Trinitatiskirche mit An- bzw. Erweiterungsbauten

Unter Pfarrer Hartmut Schlener wurde 1992 ein Zubau fertiggestellt und konnte 1994 ein weiterer zweistöckiger Erweiterungsbau eröffnet werden. 
Auf dem Pfarrgrund wurde 1998 im Beisein von Bischof Herwig Sturm der Grundstein für ein Diakonie-Gartenhaus gelegt, das 1999 zum Erntedankfest von Superintendent Werner Horn seiner Bestimmung übergeben wurde. Nach über 35 Jahren Bestand sind in einer ersten Sanierungsphase 2005 die Kirchenfensterfronten und der Kircheninnenraum saniert und überarbeitet worden. Das 40-Jahr-Jubiläum der Kirchweihe 2008 war ein neuer Impuls, sich der Sanierung von Kirchenstiege, Vorplatz und behindertengerechten Adaptierung der Gesamtanlage (Personenlifteinbau) anzunehmen. Mit der Gleichenfeier am 25. September 2010 und der offiziellen Eröffnung am 7. Mai 2011 durch Superintendent Hansjörg Lein konnte das Projekt abgeschlossen werden.
Zur Gestaltung einer offenen Jugendarbeit wurde von 29. Mai 2009 bis 7. Mai 2011 auf dem Pfarrgelände ein Jugend-Kirche-Haus errichtet. Mit der Installierung von Sonnenkollektoren auf dem Flachdach 2001 und hochwertigen Gas-Brennwertkesseln hat die Gemeinde schon früh ökologische Initiativen in der Diözese in Bewegung gesetzt. 
Die Pfarrgemeinde setzte sich verstärkt für Hör- und Sehbehinderte Personen ein, indem sie Mitte der 1980er Jahre die Seelsorgebereiche an drei Institutionen delegierte: die Taubstummenseelsorge, der Dienst an Schwerhörigen und die Blinden- und Sehbehindertenseelsorge für Wien, Niederösterreich und das Burgenland, die weiter mit dem Hütteldorfer Pfarramt verbunden sind. Ende der 1980er Jahre war die Gemeinde maßgeblich an der Gründung des Vereins der Christoffel-Blindenmission beteiligt und begleitete die Büroarbeit anfänglich in Purkersdorf (heute Licht für die Welt).
Pfarrer Hartmut Schlener initiierte im Oktober 1998 im Rahmen des Diakoniaustrages erste Hilfstransporte nach Polen, die durch Sachspenden durch die Gemeinde aufgebracht wurden. Die Hilfstransporte wurden dann ebenso nach Rumänien durch Partnergemeinden ins Schäßburg und Hermannstadt jährlich durchgeführt. 
Durch das Wirken von Herrn Pfarrer Schlener, der zum Obmann des Gustav-Adolf-Vereins gewählt wurde, befindet sich im Pfarramt der Trinitatiskirche die Verwaltungszentrale des Gustav-Adolf-Vereins Wien und des Gustav Adolf-Vereins in Österreich. Der Diasporaverein ist der älteste österreichweit tätige Hilfsverein der Evangelischen Kirche A.B. für Kirchbauerhaltung und wurde 1861 gegründet. Seit dem Wirken von dieser Gemeinde wird verstärkt für die Betreuung von Flüchtlingen gesorgt.

## Architektur

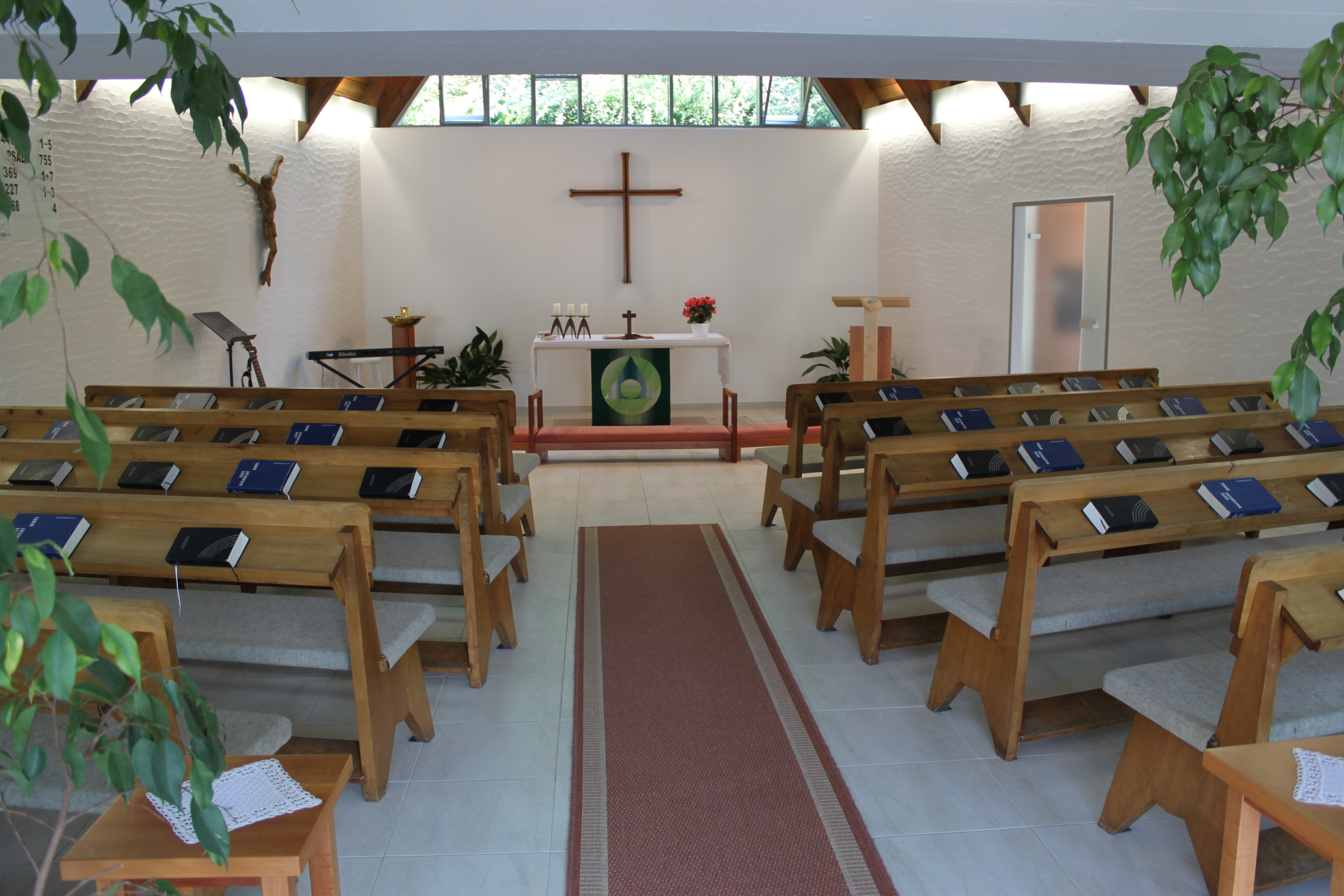
Trinitatiskirche Hütteldorf innen

Die Gottesdienstgemeinde blickt durch ein großes Altarfenster auf ein permanent blühendes Altarbeet und weiter auf die sogenannten Paradiesgründe, ein öffentlich zugängliches Waldgebiet von Wien. Die Natur hebt den Gottesdienst in einen besonderen Schöpfungsbezug. Markant sind der hohe Giebel mit Glasfassade, das Holzgiebeldach sowie ein großes Trinitatis-Altarfenster. Der Innenraum ist entsprechend der Trinitatis-Dreifaltigkeits-Symbolik als gleichseitiges Dreieck ausgeführt.

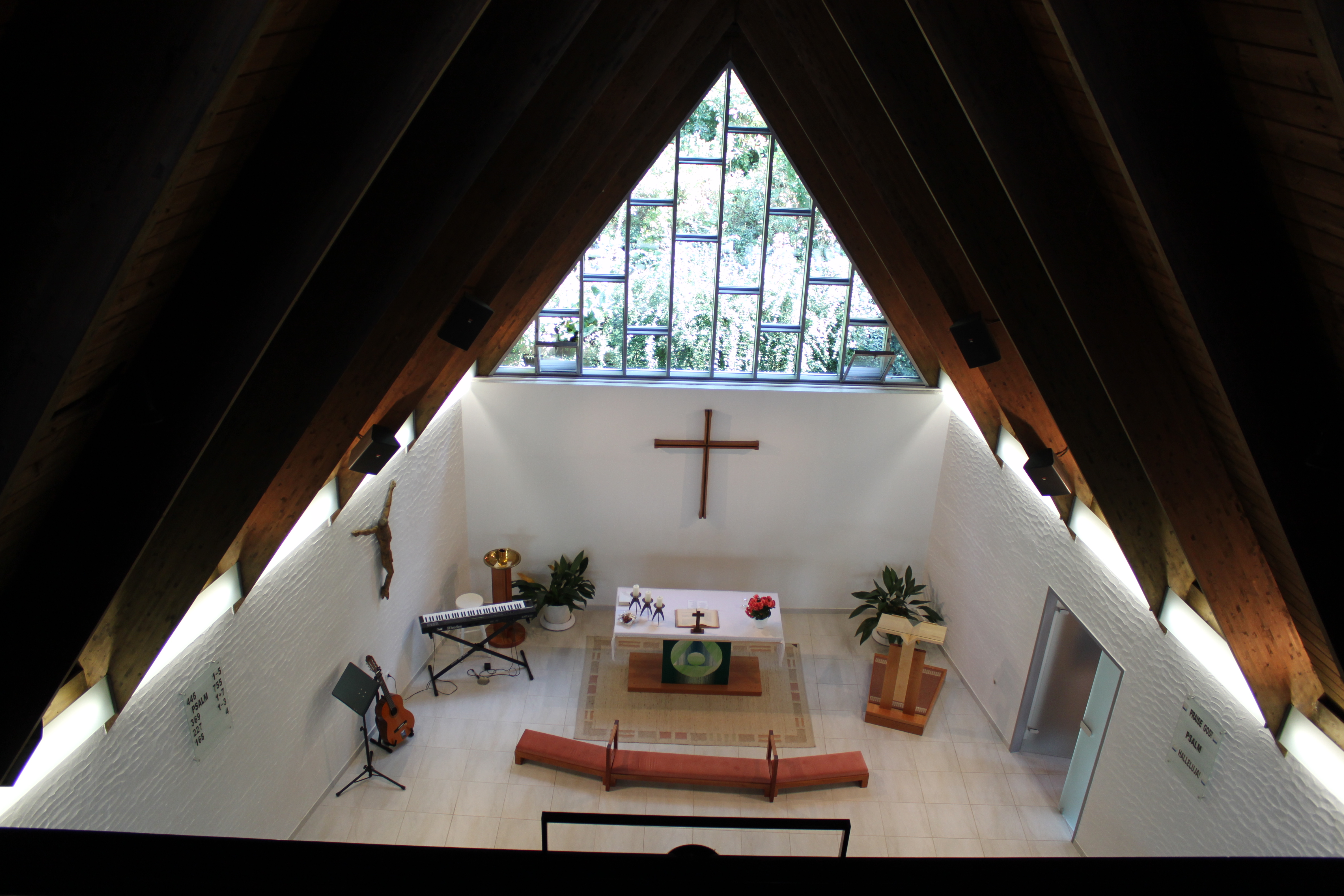
Innenraum der Trinitatiskirche Hütteldorf von oben

Äußerlich durch einen hohen Giebel und eine Glasfassade gekennzeichnet, besitzt die Kirche im Inneren ein großes Trinitatis-Altarfenster mit Durchblick ins Freie. Im gesamten (zeltdachförmig gestalteten) Kirchenschiff ist das Dreifaltigkeitssymbol künstlerisch dominierend. Zuvor besaß die Pfarrgemeinde auf dem Nachbargrund (Nummer 18) vor dem Wohnsitz des Bischofs Gerhard May (Amtszeit 1944–1968) eine Kapelle und ein Behelfspfarrhaus. Das Grundstück, Eigentum des evangelischen Oberkirchenrats Augsburger Bekenntnisses, kam an diese 1921 als Geschenk amerikanischer Lutheraner, verbunden mit der Auflage, hier ein Kinderheim zu errichten.